# 胡阿希內島

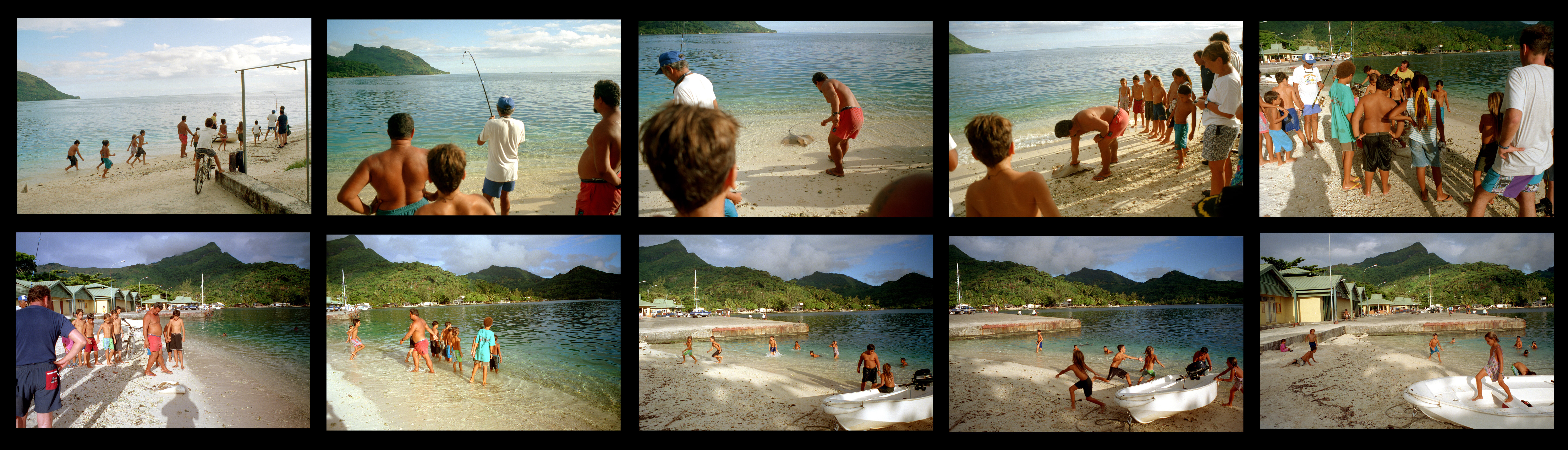

胡阿希內島（Huahine）是南太平洋法屬波利尼西亞的島嶼，屬於背風群島的一部分，位於大溪地島西北約175公里，由同名市镇管辖，長16公里、寬13公里，面積74平方公里，最高點海拔高度669米。2007年，人口5999。

## 外部連結
- 塔希提岛旅游局网站 （页面存档备份，存于）